# Bösch
Bösch oder Boesch ist ein deutscher Familienname.

## Namensträger

### A
- August Bösch (1857–1911), Schweizer Bildhauer

### B
- Beat Bösch (* 1971), Schweizer Rollstuhlsportler
- Bernd Bösch (* 1961), österreichischer Politiker (Die Grünen)
- Bruno Boesch (1911–1981), Schweizer Sprach- und Literaturwissenschaftler

### C
- Christian Boesch (* 1941), österreichischer Sänger (Bariton)
- Christine Bösch-Vetter (* 1982), österreichische Politikerin (GRÜNE)
- Christophe Boesch (1951–2024), Schweizer Verhaltensforscher
- Cornelia Boesch (* 1975), Schweizer Fernsehjournalistin und -moderatorin

### D
- Daniel Bösch (* 1988), Schweizer Schwinger
- Daniela Bösch-Widmer (* 1977), Schweizer Politikerin (Die Mitte/CVP)
- David Bösch (* 1978), deutscher Theaterregisseur
- Dina Bösch (* 1960), deutsche Gewerkschafterin

### E
- Elly Iselin-Boesch (1910–1999), Schweizer Bildhauerin und Malerin
- Emil Bösch (1909–1992), Schweizer Politiker (FDP/LdU)
- Engelbert Bösch (Politiker) (1849–1917), österreichischer Politiker und Abgeordneter zum Vorarlberger Landtag
- Engelbert Bösch (Fussballspieler) (1912–1979), Schweizer Fußballspieler
- Ernst E. Boesch (1916–2014), deutscher Psychologe

### F
- Fabian Bösch (* 1997), Schweizer Freestyle-Skisportler
- Florian Boesch (* 1971), österreichischer Sänger (Bassbariton)
- Frank Bösch (* 1969), deutscher Historiker
- Fritz Bösch, Schweizer Ruderer
- Fritz F. Bösch (1934–2022), Schweizer Unternehmer

### G
- Garth Boesch (1920–1998), kanadischer Eishockeyspieler
- Gottfried Boesch (1915–1983), Schweizer Historiker

### H
- Hans Boesch (Historiker) (auch Hans Bösch; 1849–1905), deutscher Historiker
- Hans Boesch (Geograph) (auch Hans Bösch; 1911–1978), Schweizer Geograph
- Hans Boesch (Schriftsteller) (auch Hans Bösch; 1926–2003), Schweizer Schriftsteller
- Herbert Bösch (* 1954), österreichischer Politiker (SPÖ)

### I
- Ina Boesch (* 1955), Schweizer Kulturwissenschaftlerin und Journalistin
- Irene Bösch (* 1940), deutsche Malerin und Grafikerin

### J
- Jakob Bösch, Schweizer Autor und Psychiater
- Johann Jakob Bösch (1849–1912), Schweizer Unternehmer und Politiker
- Josef Bösch (1882–1972), Schweizer Politiker, Regierungsrat Schwyz
- Joseph Bösch (1839–1922), Schweizer Architekt
- Josua Boesch (1922–2012), Goldschmied, Theologe, Bibelübersetzer, Autor und Metallikonograph

### K
- Karl Bösch (Politiker) (1879–1956), österreichischer Politiker
- Karl Bösch (Maler) (1883–1952), deutscher Maler und Grafiker
- Klaus Bösch (* 1963), österreichischer Sandkünstler
- Klaus Boesch, Schweizer Schiffbauer und Unternehmer
- Kurt Bösch (1907–2000), deutsch-schweizerischer Unternehmer und Mäzen

### L
- Lia-Mara Bösch (* 1994), Schweizer Snowboarderin
- Lorenz Bösch (* 1960), Schweizer Politiker (CVP)

### M
- Michael Bösch (* 1958), deutscher Philosoph

### N
- Nicolai Bösch (* 1998), österreichischer Fußballspieler

### P
- Paul Boesch (Philologe) (1882–1955), Schweizer Philologe
- Paul Boesch (Künstler) (1889–1969), Schweizer Künstler und Heraldiker
- Paul Boesch (Wrestler) (1912–1989), US-amerikanischer Wrestler und Promoter
- Paul Bösch (Journalist) (1946–2020), Schweizer Journalist und Buchautor
- Petrus Bösch († 1461), von 1460 bis 1461 Abt im Kloster St. Blasien im Südschwarzwald

### R
- Reinhard Eugen Bösch (* 1957), österreichischer Bibliothekar und Politiker (FPÖ)
- Richard Bösch (* 1942), österreichischer Maler
- Robert Bösch (Politiker) (1922–1983), österreichischer Politiker (VdU, FPÖ)
- Robert Bösch (* 1954), Schweizer Fotograf und Bergsteiger
- Roman Bösch (* 1964), Schweizer Autor, Schriftsteller und Psychologe
- Ruthilde Boesch (1918–2012), österreichische Sängerin (Sopran) und Gesangspädagogin

### S
- Sabrina Bösch-Rüttimann (* 1993), Schweizer Unihockeyspielerin

### T
- Tamara Bösch (* 1989), österreichische Handballspielerin

### U
- Udo Bösch, Offizier des Bundesnachrichtendienstes

### W
- Walter Bösch (* 1940), österreichischer Richter und Politiker (SPÖ)